# Maccabi Tel Aviv B.C. 2009-2010
Questa voce raccoglie le informazioni riguardanti il Maccabi Tel Aviv B.C. nelle competizioni ufficiali della stagione 2009-2010.

## Stagione
La stagione 2009-2010 del Maccabi Tel Aviv B.C. è la 56ª nel massimo campionato israeliano di pallacanestro, la Ligat ha'Al.

## Roster
Aggiornato al 22 gennaio 2022
| Maccabi Electra Tel Aviv 2009-10 | Maccabi Electra Tel Aviv 2009-10 |
| Giocatori                        | Staff tecnico                    |
| -------------------------------- | -------------------------------- |

| N. | Naz.                                        | Ruolo | Nome              | Anno | Alt.   | Peso   |  |
| -- | ------------------------------------------- | ----- | ----------------- | ---- | ------ | ------ |  |
| 4  | Israele (bandiera)                          | P     | Gal Mekel         | 1988 | 191 cm | 87 kg  |  |
| 4  | Israele (bandiera)                          | P     | Tomer Ber-Aven    | 1992 | 196 cm |        |  |
| 5  | Israele (bandiera)                          | G     | Raviv Limonad     | 1984 | 191 cm | 90 kg  |  |
| 6  | Stati Uniti (bandiera) · Israele (bandiera) | G     | Derrick Sharp (C) | 1971 | 183 cm | 84 kg  |  |
| 7  | Stati Uniti (bandiera)                      | P     | Andrew Wisniewski | 1981 | 191 cm | 82 kg  |  |
| 8  | Stati Uniti (bandiera)                      | P     | Doron Perkins     | 1983 | 189 cm | 88 kg  |  |
| 9  | Israele (bandiera)                          | C     | Yaniv Green       | 1980 | 206 cm | 113 kg |  |
| 10 | Israele (bandiera)                          | AP    | Guy Pnini         | 1983 | 201 cm | 97 kg  |  |
| 11 | Stati Uniti (bandiera)                      | GA    | Alan Anderson     | 1982 | 198 cm | 97 kg  |  |
| 12 | Gabon (bandiera)                            | AG    | Stéphane Lasme    | 1982 | 203 cm | 98 kg  |  |
| 13 | Stati Uniti (bandiera)                      | A     | Chuck Eidson      | 1980 | 202 cm | 100 kg |  |
| 14 | Polonia (bandiera)                          | C     | Maciej Lampe      | 1985 | 211 cm | 125 kg |  |
| 15 | Stati Uniti (bandiera) · Israele (bandiera) | A     | David Bluthenthal | 1980 | 201 cm | 107 kg |  |
| 21 | Stati Uniti (bandiera)                      | C     | D'or Fischer      | 1981 | 211 cm | 109 kg |  |

| Allenatore                                                                       |
| - Pini Gershon                                                                   |
| Assistente/i                                                                     |
| - Sharon Drucker - Avi Even Legenda - (C) Capitano - (IN) Inattivo - Infortunato |

## Mercato

### Sessione estiva
| Acquisti | Acquisti          | Acquisti             | Acquisti      | Acquisti |
| R.       | Nome              | da                   | Modalità      |          |
| -------- | ----------------- | -------------------- | ------------- | -------- |
| AG       | Stéphane Lasme    | Partizan             | definitivo    |          |
| P        | Andrew Wisniewski | Sptk. S. Pietroburgo | definitivo    |          |
| A        | Chuck Eidson      | Lietuvos rytas       | definitivo    |          |
| AP       | Guy Pnini         | Keravnos             | definitivo    |          |
| A        | David Bluthenthal | Le Mans              | definitivo    |          |
| C        | Maciej Lampe      | Chimki               | definitivo    |          |
| GA       | Alan Anderson     | Cibona Zagabria      | definitivo    |          |
| P        | Doron Perkins     | Maccabi Haifa        | definitivo    |          |
| P        | Gal Mekel         | Hap. Gilboa G.E.     | fine prestito |          |

| Cessioni | Cessioni       | Cessioni          | Cessioni       | Cessioni |
| R.       | Nome           | a                 | Modalità       |          |
| -------- | -------------- | ----------------- | -------------- | -------- |
| AG       | Lior Eliyahu   | Saski Baskonia    | fine contratto |          |
| P        | Dee Brown      | Scandone Avellino | fine contratto |          |
| P        | Carlos Arroyo  | Miami Heat        | rescissione    |          |
| AP       | Tre Simmons    | H. Gerusalemme    | fine contratto |          |
| C        | Anton Shoutvin | Hap. Gilboa G.E.  | fine contratto |          |
| AP       | Omri Casspi    | Sacramento Kings  | fine contratto |          |
| G        | Marcus Brown   | Žalgiris Kaunas   | fine contratto |          |
| AG       | Aaron McGhee   | Leones de Ponce   | fine contratto |          |
| G        | Tal Burstein   | Fuenlabrada       | fine contratto |          |
| P        | Dror Hajaj     | Maccabi Haifa     | fine contratto |          |

### Dopo l'inizio della stagione
| Acquisti | Acquisti | Acquisti | Acquisti | Acquisti |
| R.       | Nome     | da       | Data     | Modalità |
| -------- | -------- | -------- | -------- | -------- |

| Cessioni | Cessioni     | Cessioni         | Cessioni         | Cessioni    |
| R.       | Nome         | a                | Data             | Modalità    |
| -------- | ------------ | ---------------- | ---------------- | ----------- |
| P        | Gal Mekel    | Hap. Gilboa G.E. | 28 novembre 2009 | prestito    |
| C        | Maciej Lampe | UNICS Kazan'     | gennaio 2010     | rescissione |